# Джон Понсонбі

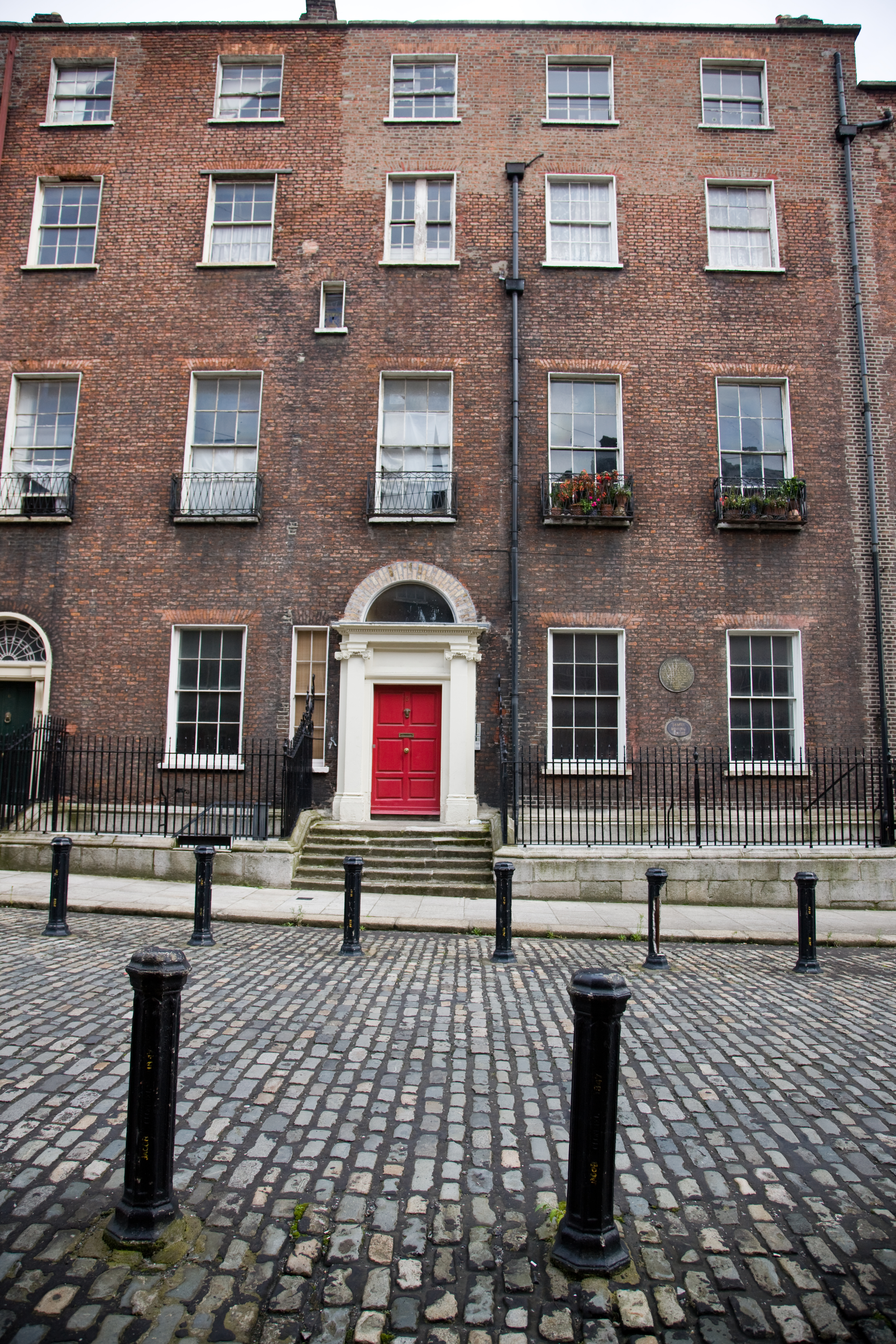
Таунхаус Джона Понсонбі в Дубліні на Генріета-стріт, 5.

Герб роду Понсонбі – баронів та графів Бесборо.

Джон Понсонбі (29 березня 1713 — 16 серпня 1787) — відомий англо-ірландський політик, депутат Палати громад парламенту Ірландії від округи Ньютаундарс, спікер Палати громад парламенту Ірландії в 1756—1771 роках.

## Життєпис

### Походження
Джон Понсонбі був другим сином Брабазона Понсонбі, що отримав титул графа Бессборо в 1739 році і його першої дружини Сари Маргетсон Колвілл. Він був онуком Вільяма Понсонбі — І віконта Данканнон.
Батько Джона Понсонбі — Барбазон Понсонбі, І граф Бессборо (1679 — 4 липня 1758) був відомим ірландським політиком та пером Ірландії. Він був сином Вільяма Понсонбі, І віконта Данкенона та його дружини Мері Мур. З 1705 по 1757 рік він був активним політиком у Великій Британії та Ірландії. Він представляв округи Ньютаунардс і Кілдер в Палаті громад парламенту Ірландії. У 1724 році він успадкував титул віконта від свого батька, а в 1739 році отримав титул графа Бессборо в перстві Ірландії. Він похований у Фідауні, графство Кілкенні, Ірландія. Барбазон Понсонбі одружився із Сарою Маргетсон — спадкоємицею маєтків та великих статків. Родина Маргетсон володіла маєтком Бішопскорт, графство Кілдер. Їх нащадки жили там до 1830-х років. Барбазон Понсонбі одружувався двічі. Його перший шлюб був у 1704 році з Сарою Маргетсон (пом. 21 травня 1733 р.) — донькою Джона Маргетсона та Аліси Колфейлд, а також онукою Джеймса Маргетсона, архієпископа Арма. Раніше Сара була одружена з Х'ю Колвіллом — сином сера Роберта Колвілла з Ньютаунардса та його третьої дружини Роуз Леслі. Діти Сари та Брабазона Понсонбі:
- Леді Сара Понсонбі (пом. 19 січня 1736 або 1737) — вийшла заміж у 1727 році за Едварда Мура, V графа Дрогеди, і мала дітей.
- Вільям Понсонбі, II граф Бессборо (1704 — 11 березня 1793) — одружився 5 липня 1739 року з леді Керолайн Кавендіш, старшою донькою Вільяма Кавендіша, ІІІ герцога Девонширського, мала дітей.
- Джон Понсонбі
- Леді Летиція Понсонбі (бл. 1720 — 9 лютого 1754) — вийшла заміж 3 листопада 1742 року за Герві Морреса, були діти.

Після смерті дружини в травні 1733 року Брабазон Понсонбі одружився з Елізабет Санкі (близько 1680 — 17 липня 1738), донькою Джона Санкі та Елеонори Морган. Шлюб відбувся 28 листопада 1733 року.

### Кар'єра
У 1739 році Джон Понсонбі був обраний депутатом Палати громад парламенту Ірландії від округи Ньютаунардс. У 1756 році його обрали спікером Палати громад. Він отримав посаду першого комісара податкової служби, таємного радника Таємної ради Ірландії в 1746 році склавши відповідну присягу. У 1761 році Понсонбі був обраний депутатом Палати громад від округу Кілкенні та округу Арма. У 1768 році він балотувався акож від округ Гоуран і Ньютаунардс, а в 1776 році від Карлоу Боро, але щоразу обирав округ Кілкенні, який він представляв до 1783 року. Згодом Понсонбі знову балотувався від округи Ньютаунардс і він балотувався від цієї округи кілька разів до своєї смерті в 1787 році.
Джон Понсонбі належав до одного з кланів, що повністю в той час контролювали уряд Ірландії і практично монополізували владу на острові. Джон Понсонбі був одним із головних так званих «гробарів» — людей, які контролювали всі фінансові справи корони Англії в Ірландії. Джон Понсонбі зберігав в своїх руках всю повноту влади в Ірландії аж до часів Джорджа Таунсенда — І маркіза Таусенд, що став лорд-лейтенантом Ірландії в 1767 році. Потім почалась тривала боротьба за владу між фракцією Джона Понсонбі та партією, залежною від Таунсенда. Результатом цієї боротьби буле те, що Понсонбі залишив пост спікера Палати громад у 1771 році.

### Родина
У 1743 році він одружився з леді Елізабет Кавендіш — дочкою ІІІ герцога Девонширського. Цей шлюб мав велике значення для Джона Понсонбі. Його старший брат — Вільям Понсонбі, ІІ граф Бессборо одружився зі старшою дочкою герцога в 1739 році. Його сини, Вільям Понсонбі, І барон Понсонбі з Імокіллі, і Джордж Понсонбі також були видатними політиками. Його дочка Кетрін вийшла заміж за Річарда Бойла, ІІ графа Шеннон, і була матір'ю Генрі Бойла, ІІІ графа Шеннон.